# Transportador de aminoácidos acoplado a prótons 1
O transportador de aminoácidos acoplado a prótons 1 é uma proteína que em humanos é codificada pelo gene SLC36A1.
Este gene codifica um membro da família transportadora de aminoácidos específicos de eucariotos/auxina permease (AAAP) 1. A proteína codificada funciona como um pequeno transportador de aminoácidos dependente de prótons. Este gene está agrupado com membros da família relacionados no cromossomo 5q33.1.

## Leituras futuras
- Hartley JL, Temple GF, Brasch MA (2001). «DNA Cloning Using In Vitro Site-Specific Recombination». Genome Res. 10 (11): 1788–95. PMC 310948. PMID 11076863. doi:10.1101/gr.143000
- Wiemann S, Weil B, Wellenreuther R,  et al. (2001). «Toward a Catalog of Human Genes and Proteins: Sequencing and Analysis of 500 Novel Complete Protein Coding Human cDNAs». Genome Res. 11 (3): 422–35. PMC 311072. PMID 11230166. doi:10.1101/gr.GR1547R
- Simpson JC, Wellenreuther R, Poustka A,  et al. (2001). «Systematic subcellular localization of novel proteins identified by large-scale cDNA sequencing». EMBO Rep. 1 (3): 287–92. PMC 1083732. PMID 11256614. doi:10.1093/embo-reports/kvd058
- Chen Z, Fei YJ, Anderson CM,  et al. (2003). «Structure, function and immunolocalization of a proton-coupled amino acid transporter (hPAT1) in the human intestinal cell line Caco-2». J. Physiol. 546 (Pt 2): 349–61. PMC 2342508. PMID 12527723. doi:10.1113/jphysiol.2002.026500
- Wreden CC, Johnson J, Tran C,  et al. (2003). «The H+-coupled electrogenic lysosomal amino acid transporter LYAAT1 localizes to the axon and plasma membrane of hippocampal neurons». J. Neurosci. 23 (4): 1265–75. PMID 12598615
- Boll M, Foltz M, Rubio-Aliaga I, Daniel H (2004). «A cluster of proton/amino acid transporter genes in the human and mouse genomes». Genomics. 82 (1): 47–56. PMID 12809675. doi:10.1016/S0888-7543(03)00099-5
- Ota T, Suzuki Y, Nishikawa T,  et al. (2004). «Complete sequencing and characterization of 21,243 full-length human cDNAs». Nat. Genet. 36 (1): 40–5. PMID 14702039. doi:10.1038/ng1285
- Bermingham JR, Pennington J (2004). «Organization and expression of the SLC36 cluster of amino acid transporter genes». Mamm. Genome. 15 (2): 114–25. PMID 15058382. doi:10.1007/s00335-003-2319-3
- Wiemann S, Arlt D, Huber W,  et al. (2004). «From ORFeome to Biology: A Functional Genomics Pipeline». Genome Res. 14 (10B): 2136–44. PMC 528930. PMID 15489336. doi:10.1101/gr.2576704
- Anderson CM, Grenade DS, Boll M,  et al. (2004). «H+/amino acid transporter 1 (PAT1) is the imino acid carrier: An intestinal nutrient/drug transporter in human and rat». Gastroenterology. 127 (5): 1410–22. PMID 15521011. doi:10.1053/j.gastro.2004.08.017
- Anderson CM, Thwaites DT (2005). «Indirect regulation of the intestinal H+-coupled amino acid transporter hPAT1 (SLC36A1)». J. Cell. Physiol. 204 (2): 604–13. PMID 15754324. doi:10.1002/jcp.20337
- Abbot EL, Grenade DS, Kennedy DJ,  et al. (2006). «Vigabatrin transport across the human intestinal epithelial (Caco-2) brush-border membrane is via the H+-coupled amino-acid transporter hPAT1». Br. J. Pharmacol. 147 (3): 298–306. PMC 1751303. PMID 16331283. doi:10.1038/sj.bjp.0706557
- Mehrle A, Rosenfelder H, Schupp I,  et al. (2006). «The LIFEdb database in 2006». Nucleic Acids Res. 34 (Database issue): D415–8. PMC 1347501. PMID 16381901. doi:10.1093/nar/gkj139
- Kuan YH, Gruebl T, Soba P,  et al. (2007). «PAT1a modulates intracellular transport and processing of amyloid precursor protein (APP), APLP1, and APLP2». J. Biol. Chem. 281 (52): 40114–23. PMID 17050537. doi:10.1074/jbc.M605407200